# Потребенко Володимир Миколайович
Володимир Миколайович Потребенко (нар. 5 грудня 1936, с. Нова Збур'ївка Голопристанський район Херсонська область) — український скульптор. Член Національної спілки художників України (1971).
Народився с. Нова Збур'ївка Голопристанського району Херсонської області. Закінчив Одеське художнє училище (1957). Педагог з фаху — Мирон Кіпніс. Основні твори: «Ветеран війни Черкашин М. С.» (1980), «Пам'ятний знак Прогновської патки запорожців» (1982), «Пам'ятник 100-річчю Скадовська» (1994), «Т. Г. Шевченко» (2005), «Пам'ятник О. Довженку» (2007).